# Zomedy
Zomedy er en kortfilm instrueret af Mads Rosenkrantz Grage og Jacob Ege Hinchely efter eget manuskript.

## Handling
En zombieepedemi bryder ud i supermarkedet dagen før juleaften, og to konkurrenter må slå pjalterne sammen.